# فهرس مقالات الكويت

تحتوي هذه الصفحة على مواضيع متعلقة بالكويت.

## 0-9
- تفجيرات الكويت 1983
- هجمات الكويت الإرهابية 1983-1988
- تفجيرات مدينة الكويت 1985
- حريق حفل زفاف بالكويت 2009
- تفجير مسجد الكويت 2015
- حريق مبنى المنقف 2024

## أ
- الأندلس
- عبدالله المنصور
- عبدالله السالم
- العديلية
- الزراعة في الكويت
- قاعدة أحمد الجابر الجوية
- محافظة الاحمدي
- الراي
- قاعدة علي السالم الجوية
- عجم الكويت
- الديوان الأميري الكويتي
- عمارة الكويت
- مناطق الكويت
- الأرمن في الكويت
- فن الكويت
- برج الحمرا

## ب
- معركة قصر دسمان
- جزيرة بوبيان
- بنك برقان
- بنيد القار
- بايان
- قصر بايان

## ج
- مجلس الوزراء الكويتي
- محافظة العاصمة (الكويت)
- بنك الكويت المركزي
- المسيحية في الكويت
- شعار دولة الكويت
- التعليم المشترك في الكويت
- البنك التجاري الكويتي
- دستور الكويت
- جمعية تعاونية
- الفساد في الكويت
- جائحة كوفيد-19 في الكويت
- الجريمة في الكويت
- ثقافة الكويت

## د
- دسمة
- التركيبة السكانية في الكويت

## هـ
- اقتصاد الكويت
- الانتخابات في الكويت
- الدوائر الانتخابية في الكويت
- شعار دولة الكويت
- أمير الكويت
- الطاقة في الكويت
- القضايا البيئية في الكويت
- المغتربين في الكويت

## ف
- جزيرة فيلكا
- هجوم جزيرة فيلكا
- الفروانية
- محافظة الفروانية
- علم الكويت
- كرة القدم في الكويت
- العلاقات الخارجية للكويت
- حرية الدين في الكويت

## غ
- بوابة الكويت
- جغرافية الكويت
- جيولوجيا الكويت
- حكومة الكويت
- محافظات الكويت
- المسجد الكبير
- غرناطة (الكويت)
- الجزيرة الخضراء
- بنك الخليج الكويتي
- مجلس التعاون الخليجي
- طريق الخليج

## ح
- محافظة حولي
- الصحة في الكويت
- الرعاية الصحية في الكويت
- متحف السيارات التاريخية والعتيقة والكلاسيكية
- تاريخ الكويت
- تاريخ اليهود في الكويت
- حقوق الإنسان في الكويت

- غزو الكويت
- الإسلام في الكويت
- معيار ISO 3166 للكويت

## ج
- محافظة الجهراء
- طيران الجزيرة
- جليب الشيوخ

## ك
- خيطان
- الكويت
- القوات الجوية الكويتية
- الخطوط الجوية الكويتية
- الجيش الكويتي
- خليج الكويت
- مدينة الكويت
- اتحاد الكريكيت الكويتي
- كأس ولي العهد الكويتي
- كأس أمير الكويت
- شركة مطاحن الدقيق والمخابز الكويتية
- اتحاد الكويت لكرة القدم
- صندوق الكويت للتنمية الاقتصادية العربية
- مطار الكويت الدولي
- الهيئة العامة للاستثمار الكويتية
- حاجز الكويت والعراق
- الحرس الوطني الكويتي
- شركة البترول الوطنية الكويتية
- وكالة أنباء الكويت
- شركة نفط الكويت
- مؤسسة البترول الكويتية
- سوق الكويت للأوراق المالية
- المركز العلمي الكويتي
- صحيفة الكويت تايمز
- برج الاتصالات الكويتي
- تلفزيون الكويت
- أبراج الكويت
- أبراج المياه الكويتية
- جامعة الكويت
- الكويتيون الامريكيون
- العربية الكويتية
- المطبخ الكويتي
- الدينار الكويتي (عملة الكويت)
- الكويتية الفارسية
- جزيرة كبر

## ل
- لغات الكويت
- النظام القانوني في الكويت
- معاملة المثليين في الكويت
- أدب الكويت

## م
- القوات المسلحة الكويتية
- وزارة الأوقاف والشؤون الإسلامية
- وزارة التجارة والصناعة
- وزارة الدفاع
- وزارة الكهرباء والمياه والطاقة المتجددة
- وزارة المالية
- وزارة الخارجية
- وزارة الصحة
- وزارة الإعلام (المعروفة سابقًا)
- وزارة الإعلام والثقافة (المعروفة حاليًا)
- وزارة الداخلية
- وزارة العدل
- مبارك الكبير (المحافظة)
- موسيقى الكويت

## ن
- النشيد الوطني الكويتي
- مجلس الأمة الكويتي
- بنك الكويت الوطني

## ا
- صناعة النفط في الكويت
- احتياطيات النفط في الكويت
- وسام الكويت

## ص
- السياسة في الكويت
- القضايا السياسية في الكويت
- طوابع البريد والتاريخ البريدي للكويت
- العطلات الرسمية في الكويت
- الدعارة في الكويت

## س
- مهرجان القرين الثقافي

## ر
- الدين في الكويت
- الرقعي
- الطرق في الكويت

## س
- إمارة الكويت
- انهيار سوق المناخ للأوراق المالية
- الرياضة في الكويت
- برج العاصمة
- مدينة صباح الأحمد البحرية
- السالمية
- الشويخ
- الصليبية

## ت
- الاتصالات في الكويت
- أرقام الهاتف في الكويت
- التلفزيون في الكويت
- الارهاب في الكويت
- الوقت في الكويت
- الجدول الزمني لمدينة الكويت
- السياحة في الكويت
- المواصلات في الكويت

## و
- جزيرة أم المرادم
- جزيرة أم النمل

## ف
- لوحات تسجيل المركبات في الكويت
- سياسة التأشيرة في الكويت
- متطلبات التأشيرة للمواطنين الكويتيين

## و
- المرأة في الكويت
- حق المرأة في التصويت في الكويت

## ي
- اليرموك
- رابطة شباب الكويت

## ز
- مصفاة الزور

## القوائم
- قائمة شركات الطيران الكويتية
- قائمة المطارات في الكويت
- قائمة البنوك في الكويت
- قائمة شركات الكويت
- قائمة المستشفيات في الكويت
- قائمة جزر الكويت
- قائمة الفنانين الكويتيين
- قائمة الكويتيين
- قائمة المساجد في الكويت
- قائمة المتاحف في الكويت
- قائمة الصحف في الكويت
- قائمة الأحزاب السياسية في الكويت
- قائمة رؤساء وزراء الكويت
- قائمة المدارس في الكويت
- قائمة مراكز التسوق في الكويت
- قائمة رؤساء مجلس الأمة الكويتي
- قائمة أطول المباني في الكويت
- قائمة الجامعات في الكويت